# Enzo Bellini
Enzo Bellini, né le 20 avril 1924 à Carmignano en Toscane et mort le 20 octobre 2001 à Modène, est un coureur cycliste italien, professionnel de 1946 à 1951. 

## Palmarès
- 1948
  - 9e du Milan-San Remo
- 1949
  - 9e du Tour des Apennins

## Résultats sur les grands tours

### Tour d'Italie
3 participations
- 1947 : 41e
- 1948 : 37e
- 1949 : 44e